# Bo Munthe
Bo F. Munthe, född 13 april 1943 i Stockholm, död 6 augusti 2018, var en svensk utövare av budo.
Har bland annat tränat judo, kempo karate och ju-jutsu. Munthe räknades som en av världens ledande utövare av ninjutsu, och som ”fader” till den europeiska bujinkan.
Bo Munthe ägnade sig i sina senare år huvudsakligen åt att arbeta med konflikthantering på arbetsplatser. Han var även licensierad utbildare inom systemet verbal judo, under ledning av framlidne grundaren Dr. Thompson.
Han var länge aktiv inom budo, och instruerade mot slutet inom systemet "edo machi kata taiho jutsu".
Munthe räknas idag som en av Sveriges förgrundsfigurer inom budo, med tonvikt på att han, som nämnts ovan, var den som introducerade bujinkan, som de flesta känner under namnet "ninjutsu", i Sverige och i Europa. Han hade även en gedigen bakgrund inom andra budokonster. Bland dessa kan nämnas judo, kempo karate, ju-jutsu, tai-jutsu med flera.
År 1977 startade Munthe sin egen stil "ninpo goshinjutsu mu te jinen ryu", med "välsignelse" av både Masaaki Hatsumi och Georg Irénius (goshinjutsu betyder, enkelt översatt från japanska, ungefär "teknik för att skydda sig"). Detta system grundade han byggt på sina erfarenheter inom främst ju-jutsu, ninjutsu och kempo.
På 1980-talet skrev han romanen Ninja: Mördare i svart (utgiven av Lektyr, Saxon & Lindströms Förlag, 1982), träffade regissören Mats Helge Olsson och inledde en karriär som filmskådespelare.
Bo Munthe är begravd på Bromma kyrkogård.

## Filmer (i urval)
- The Ninja Mission (1984)
- Animal Protector (1988)